# Christian Fickert
Christian Fickert (* 10. Februar 1981 in Mannheim) ist ein ehemaliger deutscher Fußballspieler.

## Sportliche Laufbahn

### Vereinskarriere
Der Abwehrspieler begann seine Profilaufbahn beim SV Waldhof Mannheim. Er wechselte im Sommer 2003 zu Rot-Weiss Essen, kam dort auf Grund von diversen Unstimmigkeiten aber nicht zum Einsatz. Sein Vertrag wurde zum 31. Dezember 2003 aufgelöst. Danach wechselte er in die Oberliga zum SV Sandhausen und schaffte den Aufstieg in die Regionalliga. Im Januar 2009 wechselte er ablösefrei zur SpVgg Neckarelz, bei der er bis zur Saison 2010/11 spielte. Zu Beginn der Spielzeit 2011/12 schloss sich Fickert dem TDSV Mutterstadt an, der gerade in die Verbandsliga Südwest aufgestiegen war. Fickert bestritt 62 Zweitligaspiele (2 Tore) und 24 Regionalligaspiele (kein Tor). 2013 wechselte er dann zum BSC Mückenloch und schloss sich zu Beginn der Saison 2014/15 der SpVgg Wallstadt an, bei der er bis Saisonende 2016 spielte. Mitte Juli 2016 wechselte er zum Kreisligisten FC Germania Friedrichsfeld, der von seinem ehemaligen Mannschaftskollegen beim SV Waldhof Mannheim Matthias Dehoust trainiert wird.
Mit der SpVgg Neckarelz traf er in der 1. Hauptrunde des DFB-Pokals 2009/10 auf den FC Bayern München. Neckarelz verlor mit 1:3, und Fickert wurde mit Gelb-Rot vom Platz gestellt. Am Ende der Saison stieg er mit Neckarelz in die Oberliga Baden-Württemberg auf.
Im Sommer 2011 wechselte Fickert zum TDSV Mutterstadt, im Jahr 2013 wurde er Spielertrainer bei BSC Mückenloch in der Kreisliga Heidelberg. Im Sommer 2014 wechselte er zur SpVgg Wallstadt in die Kreisliga Mannheim. Nach einer kurzen Station beim FC Germania Friedrichsfeld trat er Anfang 2017 sein Amt als Spielertrainer bei der SG Dielheim in der Kreisklasse Heidelberg an.

### Auswahleinsätze
Fickert spielte unter Trainer Uli Stielike in der U-18-Nationalmannschaft und stand dabei gemeinsam mit Benjamin Lauth, Benjamin Auer und Hanno Balitsch im Kader des DFB für die U-18-Europameisterschaft 2000. Mit Teamkameraden wie Balitsch, Auer, Jermaine Jones, Denis Lapaczinski und Andreas Hinkel gehörte er auch zum deutschen Aufgebot der U-20-Auswahl bei der Junioren-WM 2001 in Argentinien, kam dort jedoch nicht zum Einsatz.